# Getakan
Getakan is een bestuurslaag in het regentschap Klungkung van de provincie Bali, Indonesië. Getakan telt 2584 inwoners (volkstelling 2010).